# Bourtangerkanaal
Het Bourtangerkanaal is een zijtak van het Ruiten-Aa-kanaal in Groningen.

## Beschrijving
Het 1,79 km lange kanaal loopt vanaf het Ruiten-Aa-kanaal (ter hoogte van de Bourtangersluis) tot in de jachthaven in Bourtange. Via een vaarweg staat het in verbinding met het Stobbenkanaal dat rond de vesting loopt. De twee voetbruggen (op km 0,08 en 1,33) die het kanaal overspannen hebben een doorvaartbreedte van elk 7,80 en een hoogte van 3,45 meter.

## Geschiedenis
Het kanaal werd rond 1917, als onderdeel van een initiatief van de Vereniging ter bevordering van de kanalisatie van Westerwolde, gegraven op de plaats van de toenmalige scheidsloot tussen de veenontginningsgebieden van Stakenborg en Wollingboermarke. Tot in de jaren vijftig van de twintigste eeuw mondde het Moddermansdiep uit in het kanaal. In de jaren zeventig, bij de reconstructie van de vesting Bourtange, werd het kanaal gedempt, maar in de jaren tachtig werd het weer opengegooid om het voor boottoeristen mogelijk te maken de vestingstad te bereiken.